# 静岡県道171号吉原停車場吉原線
静岡県道171号吉原停車場吉原線（しずおかけんどう171ごう よしわらていしゃじょうよしわらせん）は静岡県富士市内を通る県道である。

## 概要

### 路線データ
- 陸上距離：2.8km
- 起点：吉原停車場（富士市鈴川本町・JR吉原駅北口）
- 終点：富士市吉原（富士市吉原2丁目・静岡県道22号三島富士線交点）

## 重複区間
- 静岡県道169号吉永吉原停車場線 富士市鈴川本町（JR吉原駅北口） - （河合橋交差点）
- 静岡県道170号田子浦港大野線 富士市鈴川本町（吉原駅北口交差点） - （河合橋交差点）
- 国道139号 富士市依田橋（吉原駅入口交差点） - （依田橋西交差点）

## 通称
- 旧東海道

## 地理
JR吉原駅と吉原商店街を結ぶ路線。JR吉原駅前を除くほぼ全線が旧東海道。ちょうど東海道の吉原宿が移転して行った経路に沿っており、ほぼ中間地点に、"左富士"と呼ばれる景勝地がある（参考：吉原宿）。

### 通過する自治体
- 静岡県
  - 富士市

### 交差する道路
- 静岡県道169号吉永吉原停車場線（重複:富士市鈴川本町）
- 静岡県道170号田子浦港大野線（重複:富士市鈴川本町）
- 国道139号（重複:富士市依田橋）
- 静岡県道22号三島富士線（富士市吉原2丁目）
- 静岡県道172号吉原田子浦港線（富士市吉原2丁目）

### 沿線
- 左富士神社
- 八坂神社